# Callipogonini
Los calipogoninos (Callipogonini) son una tribu de coleópteros crisomeloideos de la familia Cerambycidae.

## Géneros
Tiene los siguientes géneros:
- Callipogon[1]